# 馬亞卡里馬塔島
馬亞卡里馬塔島是印度尼西亞的島嶼，位於加里曼丹島，由西加里曼丹省負責管轄，面積992.1平方公里，海岸線長度140.5公里，最高點海拔高度509米。

## 外部連結
- http://islands.unep.ch/CHB.htm （页面存档备份，存于）

1°15′S 109°55′E / 1.250°S 109.917°E